# 德恭皇后
德恭皇后劉氏（？—？），南唐慶宗李榮妻。
她事跡不詳，只知她嫁與南唐慶宗及生南唐烈祖李昪。昇元三年（939年），李昪即南唐皇帝位，尊封李榮諡號孝德皇帝，廟號慶宗。而劉氏就被上諡號德恭皇后。